# Campo Azul, Mexiko
Campo Azul är en ort i Mexiko.   Den ligger i kommunen Tlalpujahua och delstaten Michoacán de Ocampo, i den sydöstra delen av landet, 110 km väster om huvudstaden Mexico City. Campo Azul ligger 2 859 meter över havet och antalet invånare är 254.
Terrängen runt Campo Azul är kuperad. Runt Campo Azul är det ganska tätbefolkat, med 179 invånare per kvadratkilometer. Närmaste större samhälle är El Oro de Hidalgo, 4,9 km norr om Campo Azul. Trakten runt Campo Azul består till största delen av jordbruksmark.